# Leptopelis flavomaculatus
Leptopelis flavomaculatus là một loài ếch thuộc họ Hyperoliidae.
Loài này có ở Kenya, Malawi, Mozambique, Tanzania, Zimbabwe, và có thể cả Zambia.
Môi trường sống tự nhiên của chúng là rừng khô nhiệt đới hoặc cận nhiệt đới, rừng ẩm vùng đất thấp nhiệt đới hoặc cận nhiệt đới, vùng núi ẩm nhiệt đới hoặc cận nhiệt đới, sông ngòi, đầm nước ngọt, rừng trước đây suy thoái nghiêm trọng, và ao.
Chúng hiện đang bị đe dọa vì mất môi trường sống.